# マクラーレン・P1
マクラーレン・P1（ピーワン、 McLaren P1 ）は、マクラーレン・オートモーティブが開発したスーパーカー（自動車）である。車名のP1はPosition 1の略であり、つまり1位を意味する。開発コードはP12（MP4-12Cや650Sは開発コードP11シリーズ）。

## 概要
2012年のパリサロンに出品後、2013年のジュネーヴショーで正式に詳細なスペックとともに発表された。生産予定台数は375台、日本での販売価格は9,661万5,000円（税込み）。
P1はMP4-12C同様ディヘドラルドア、カーボンコンポジット製モノコックを採用。ボディデザインは野生動物からインスピレーションを得たとしている。ブレーキはF1マシンでも提携している日本の曙ブレーキ工業製で、ブレーキディスクは新開発のカーボンセラミック製。タイヤはピレリとの共同開発。
サスペンションはRCC（レースアクティブ・シャシー・コントロール）により、公道モードからレースモードまで4段階に調節可能。リアウイングも公道モードの120 mmから、レースモードでは300 mmまで上昇する。グラウンドエフェクトやウィング効果により、最大600 kgのダウンフォースを発生し、コーナリング中の横Gは最大2Gに達する。
エンジンもMP4-12Cと同じ3.8 L V8ツインターボを搭載するが、最高出力は737 PS/7,500 rpmに高められた。さらにF1のKERSに似たIPAS（Instant Power Assist System、アイパス）とよばれるハイブリッドシステムが搭載され、179 PSの電気モーターのアシストにより最高出力916 PS、最大トルク900 Nmを発揮させる。モーターのみでも10 km以上（欧州複合モード）のEV走行が可能。バッテリーの充電へはアクセルオフ時のエンジンからか外部充電（2時間）によるものとし、回生ブレーキは使用していない。
他にもリアウィングの抵抗を減らすドラッグリダクションシステム（DRS）や、リア内輪にブレーキをかけて旋回能力を向上させる「ブレーキステア」といったF1関連の技術を用いている。IPASとDRSはステアリング上のボタンで操作する。
0-100 km/h加速は2.8秒、0-200 km/h加速は6.8秒、0-300 km/h加速は16.5秒、最高速は350 km/hと発表されている。
マクラーレン・オートモーティブはP1がニュルブルクリンク北コースで7分を切るタイムを出したと発表しているが、正確なタイムは未発表である。
2015年に通常モデルの生産を終了。後継は2017年発表のセナとなる。

## P1 GTR

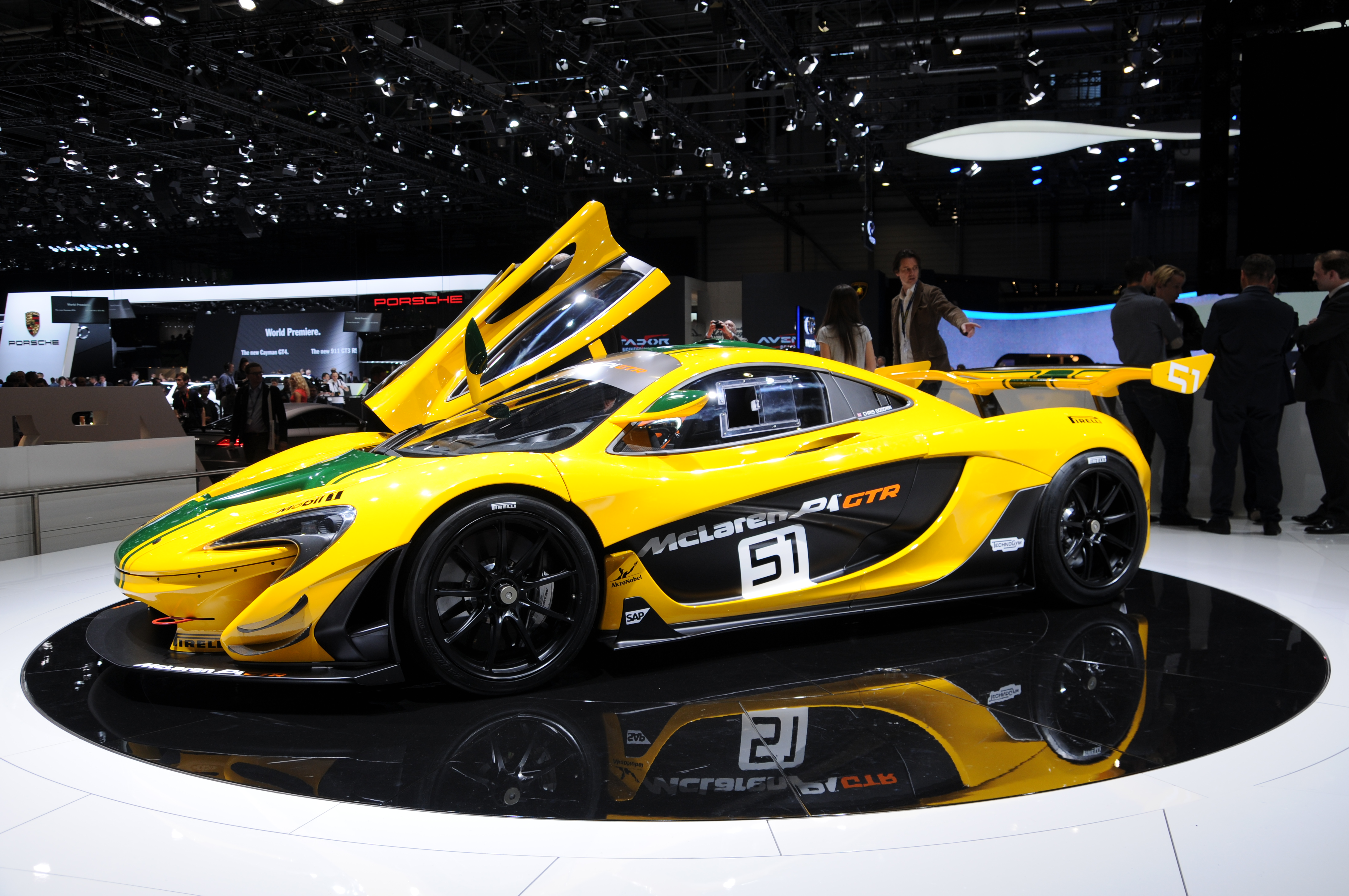
P1 GTR

2015年3月、マクラーレンはP1のサーキット仕様である「マクラーレン P1 GTR」を公開した。F1 GTRの20周年を記念したモデルであり、エンジンはP1と同じ3.8 Lのツインターボエンジンだが、モーターとエンジン合計で1000 PSを発揮し、P1の916 PSから向上している。
購入した顧客に対しては、専用のマクラーレンP1 GTRドライバープログラムが提供され、シミュレータートレーニングやサーキット走行などが用意される。値段は3億4000万。購入する条件として既にP1を購入していることが挙げられている。

## P1 LM

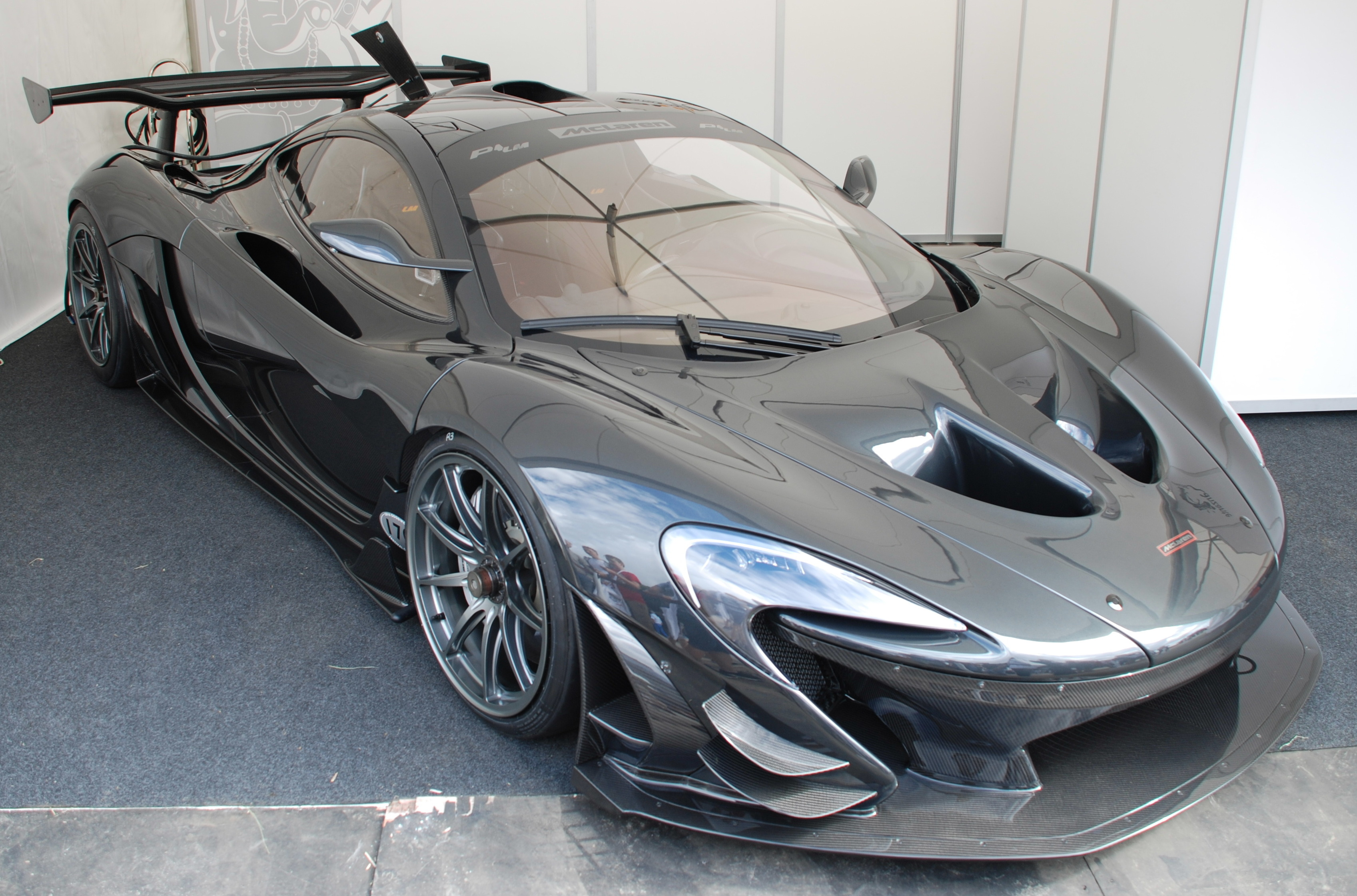
P1 LM

マクラーレンはサーキット走行専用車のP1 GTRをベースに公道走行を可能にした「マクラーレン P1 LM」というモデルを限定販売すると発表した。F1 GTRをベースに公道走行を可能にして限定販売されたマクラーレン F1 LMの手法を踏襲している。プロトタイプ1台を含む6台が生産され、5台が販売された。
XP1 LMと呼ばれるプロトタイプはマクラーレン・オートモーティブに保管され、開発・テストに使用されている。P1 GTR同様モーターとエンジンの出力合計は1000PSであるが、軽量なインコネルという超合金製のエキゾースト・システムや軽量化されたチャージクーラー、レキサン樹脂製ウインドウ、マクラーレン F1 GTR用の軽量シート、チタン製のボルトやテールパイプを採用し、レース用の装備であるオンボード・エアジャッキなどを取り外したことで、P1 GTRから60 kgの軽量化を果たしている。リアウィングはより大きなフロントスプリッターとダイブプレーンが採用され、ダウンフォースを40％引き上げた。また、パワーを増加させるためドライブトレインも変更されている。
2017年4月27日、XP1 LMはケニー・ブラックのドライブによりニュルブルクリンク北コースで6分43秒22のラップタイムを記録した。これはサーキット走行専用車を含む市販車での当時の最速ラップレコードであった。